# Nelson Pinto
Nelson Alejandro Pinto Martínez (* 1. Februar 1981 in Santiago) ist ein ehemaliger chilenischer Fußballspieler. In der Apertura 2004 gewann der Mittelfeldspieler mit Universidad de Chile die chilenische Meisterschaft.

## Karriere
Nelson Pinto begann seine Karriere 2001 bei Universidad de Chile als Mittelfeldspieler. 2004 gewann er die Apertura-Meisterschaft und wechselte 2005 zum mexikanischen Tecos de la UAG, wo er Stammspieler war. Nach einer Rückkehr zu Universidad de Chile im Jahr 2008 erzielte er fünf Tore. 2009 kehrte er kurz zu den Tecos zurück, wurde jedoch nach einem Streit mit Trainer Miguel Herrera wieder verliehen. Von 2009 bis 2010 lief der Mittelfeldspieler erneut für Universidad de Chile auf, 2011 für CD Santiago Morning. 2012 wechselt er von Tecos zum CD Palestino, wo er am Saisonende seine Karriere beendete. Danach spielte er noch Amateurfußball und Minifootball, wo er beachtliche Erfolge erzielte.

## Erfolge
U de Chile
- Chilenischer Meister: 2004-A

Estudiantes Tecos
- Mexikanischer Drittliga-Meister: 2011